# Бірргард
Бірргард (нім. Birrhard) — громада  в Швейцарії в кантоні Ааргау, округ Бругг.

## Географія
Громада розташована на відстані близько 85 км на північний схід від Берна, 16 км на схід від Аарау.
Бірргард має площу 3 км², з яких на 12,3% дозволяється будівництво (житлове та будівництво доріг), 52,7% використовуються в сільськогосподарських цілях, 33,3% зайнято лісами, 1,7% не є продуктивними (річки, льодовики або гори).

## Демографія
2019 року в громаді мешкало 757 осіб (+18,7% порівняно з 2010 роком), іноземців було 15,5%. Густота населення становила 252 осіб/км².
За віковим діапазоном населення розподілялося таким чином: 19,4% — особи молодші 20 років, 64,2% — особи у віці 20—64 років, 16,4% — особи у віці 65 років та старші. Було 326 помешкань (у середньому 2,3 особи в помешканні).
Із загальної кількості 300 працюючих 37 було зайнятих в первинному секторі, 136 — в обробній промисловості, 127 — в галузі послуг.